# Жиро, Джованни
Граф Джованни Жиро́ (итал. Giovanni Giraud; 28 октября 1776, Рим — 1 октября 1834, Неаполь) — итальянский драматург, поэт, банкир
.

## Биография
Представитель французской графской семьи, переселившейся в Рим. Воспитывался среди аристократии и духовенства, позднее обратил против них стрелы своих сатирических произведений.
В 1797 году начал работу в театре.
В 1813 году, во время войны шестой коалиции против Наполеона, был назначен комиссаром французских театров заальпийских департаментов со штаб-квартирой в Турине.
В 1817 году Жиро основал торговый дом, с которым он отобрал имущество богатой семьи из Ливорно, став владельцем виллы Монтеротондо и аббатства Сан-Лоренцо в Гайоле-ин-Кьянти. Однако графа Жиро обвинили в мошенничестве, и через несколько лет всё незаконно полученной имущество было передано князю Станиславу Понятовскому и его наследникам. Удалившись в Рим, Жиро занялся банкирским бизнесом, но разорился, впал в бедность и переехал в Альбано Лациале, а затем в Неаполь, где и умер.

## Творчество
В раннем творчестве Д. Жиро отразилось влияние работ Гольдони, в дальнейшем — французской мещанской драмы. Его первой театральной удачей стала комедия «Разговор впотьмах», поставленная без его ведома в Венеции в 1804 году.
В 1816—1824 годах написал ряд комедий, в том числе одно из лучших своих произведений — «Честный благодаря полюбовной сделке», в котором, изображая нравы общества, резко обличал лицемерие. Высмеивал развращённость аристократии и буржуазии, создавал острые комедийные, порой фарсовые ситуации, хорошо владел драматургической техникой (в его пьесах содержатся ценные указания актёрам).
Автор комедий: «Разговор впотьмах» (1804), «Скромность себя не преодолевает» (1805), «Дядька в затруднительном положении» (1807, театр «Балле»), «Дон Дезидерио в отчаянии из-за излишне доброго сердца» (1809) и многих других.